# A41 (Groot-Brittannië)
De A41 is een 351 km lange hoofdverkeersweg in Engeland.
De weg verbindt Birkenhead via Chester, Birmingham, Bicester, Watford en Hemel Hempstead met Londen.

## foto's

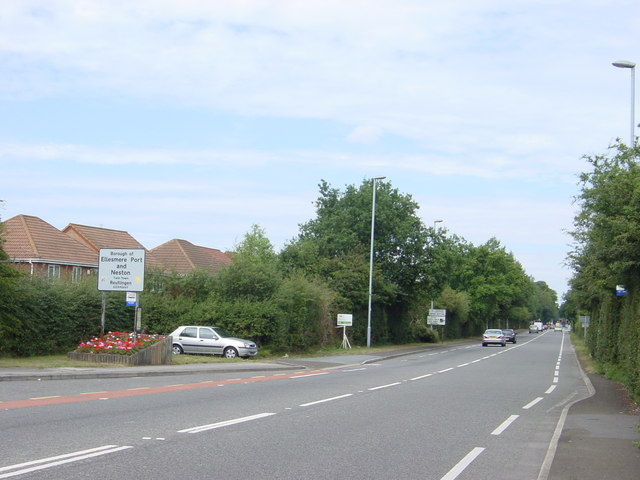
Blik richting het noorden gezien vanaf Backford Cross Roundabout

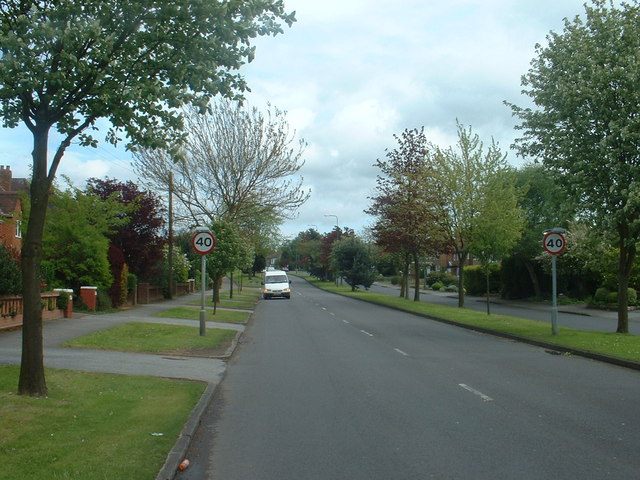
De A41 bij Solihull

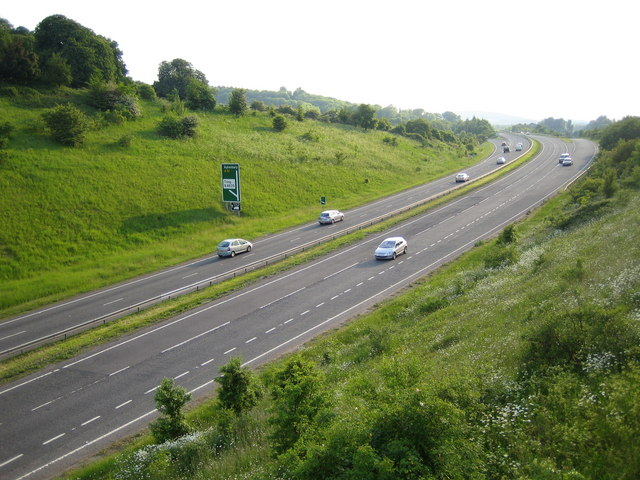
Het oude eindpunt van de A41(M) nabij Tring

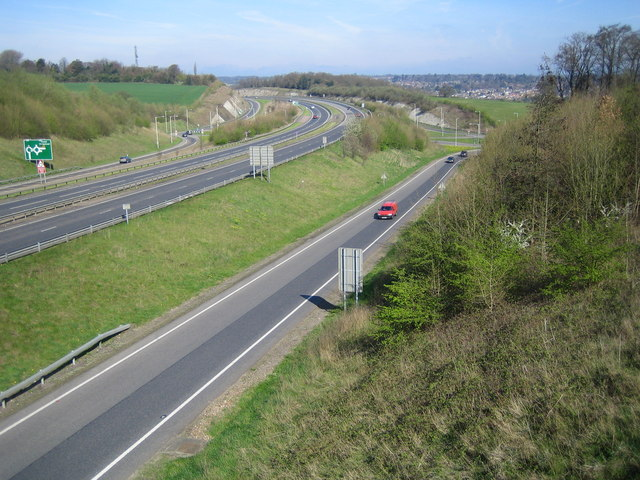
De A41 ten westen van Hemel Hempstead op de kruising met de A414

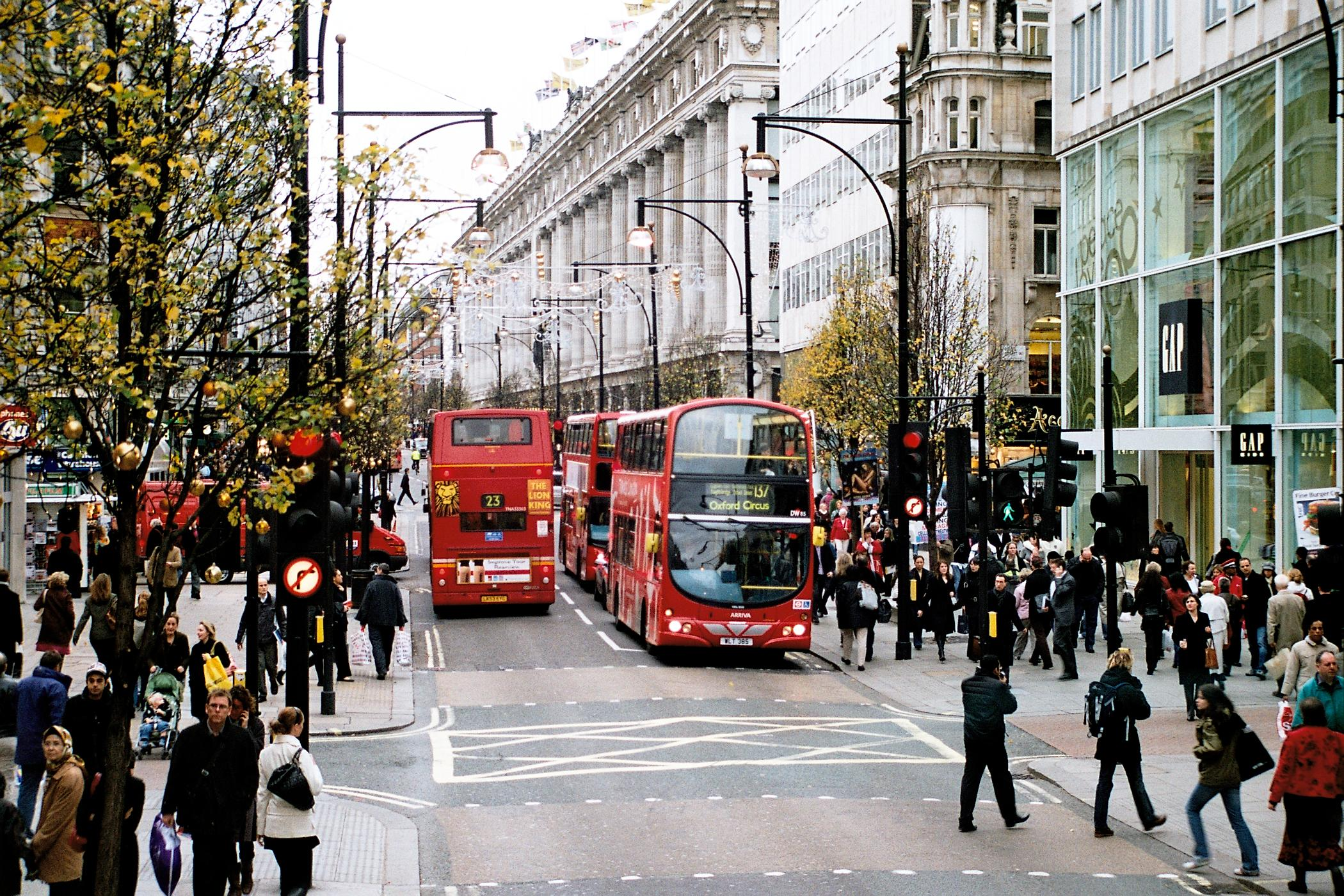
Oxford Street in 2006 met warenhuis Selfridges op de achtergrond

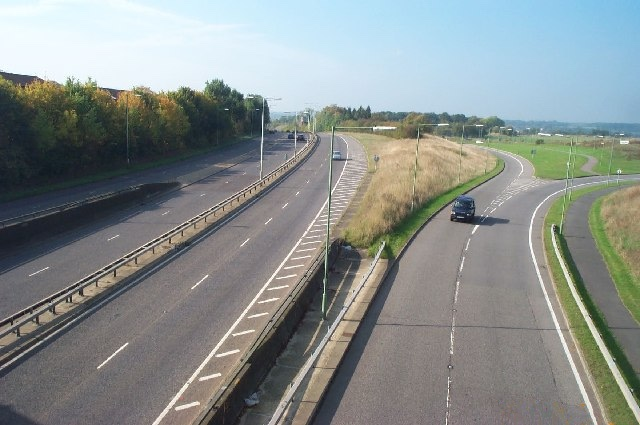
De A41 ten oosten van de M25 bij Watford

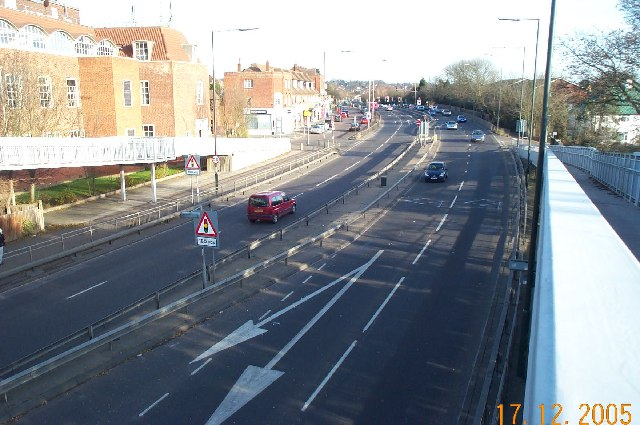
De A41 in Edgware

## Hoofdbestemmingen
- Ellesmere Port
- Chester
- Whitchurch
- Wolverhampton
- West Bromwich
- Birmingham
- Solihull
- Bicester
- Aylesbury
- Hemel Hempstead
- Watford
- Edgware
- London